# Manuel Candela
Manuel Candela Plá (Valencia, 1847 – 1919), fue un obstetra y ginecólogo español. Fue el fundador, junto a Francisco de Paula Campá y Porta, de la tocoginecología valenciana en el siglo XIX.

## Carrera
Realizó sus primeros estudios en el seminario, que abandonó incorporándose al Instituto de Castellón de la Plana, donde obtuvo el grado de bachiller en 1867. Estudió Medicina en las universidades de Valencia, y Madrid, obteniendo la licenciatura en 1872. Un año después, en la Universidad Central de Madrid, obtenía el doctorado. Desde 1882 fue catedrático de clínica tocoginecológica. Perteneció al grupo experimentalista valenciano, partidario de la medicina de laboratorio, destacando su labor en el terreno de la microbiología. 
Durante la epidemia de cólera de 1885, el doctor Ferrán instaló su laboratorio en una casa propiedad del doctor Candela que todavía hoy persiste en la calle de Pascual y Genís. En 1884 fundó El Progreso ginecológico y pediatra, primera revista valenciana de la especialidad, que se publicó de forma independiente hasta 1889 y, fusionado con La Crónica Médica, fundada por Francisco de Paula Campá y Porta, hasta 1894. Publicó la quinta parte de los doscientos trabajos que aparecieron en El Progreso Ginecológico. Entre éstos destacaron los referidos al parto patológico, en especial la placenta previa. En el terreno ginecológico se ocupó de la patología uterina no infecciosa. Practicó la primera ovariotomía en Valencia y también perfeccionó algunas técnicas operatorias. Contribuyó de forma significativa a la difusión de la información toco-ginecológica internacional, especialmente, a través de su revista.
Su instrumental de trabajo está expuesto en el Museo historicomédico de la Universidad de Valencia, junto al de los doctores Francisco de Paula Campá y Porta y Francisco Bonilla Martí.

### El Instituto Candela

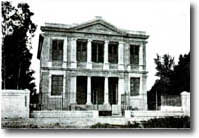
El Instituto Candela (Valencia, 1892).

En 1892 Manuel Candela creó el Instituto Ginecológico Candela, primera institución asistencial valenciana de su especialidad. Fue traspasado posteriormente a las hermanas de Santa Ana con el nombre de Casa Salud, situándose en el lugar que hoy ocupa el Hospital Casa de Salud de Valencia, precisamente en la avenida Dr. Manuel Candela, que su ciudad dedicó en su memoria. La actividad de este centro se recogió entre 1896 y 1903 en los Anales del Instituto Candela.

### Cargos y distinciones
El doctor Manuel Candela fue presidente del Ateneo Científico de Valencia, presidente del Colegio de Médicos y del Instituto Médico Valenciano. También fue académico de la Real Academia de Medicina de Valencia. Fue Rector de la Universidad de Valencia, coincidiendo con la celebración del IV Centenario de la fundación de la Universidad. Fue condecorado con la gran cruz de la Orden de Isabel la Católica.